# Al·legoria de la Lliga Santa (El Escorial)
Al·legoria de la Lliga Santa també coneguda en altres fonts El somni de Felip II o Adoració del nom de Jesús, és una obra d'El Greco, realitzada el 1579 durant el seu primer període toledà.

## Tema de l'obra
La Lliga Santa va ser fundada l'any 1571 pel papa Pius V, a fi de lluitar contra l'Imperi Otomà i la seva expansió per la mar Mediterrània. La Lliga va unir diversos estats catòlics de la riba mediterrània, i va assolir una gran victòria naval a la batalla de Lepant.
La figura del cavaller amb el cap aixecat i els braços en un gest dramàtic, s'identifica amb Joan d'Àustria, i constitueix la representació idealitzada d'un heroi. L'altre militar, versemblantment, és Marco Antonio Colonna, comandant de les forces del Papa, ja que Sebastià Venier va estar absent de la batalla. El cardenal de la dreta podría ser el gran reformador Carles Borromeo.
Les lletres IHS - abreviatura de IHSOUS, la forma grega de Jesus- són el focus principal d'aquesta obra. Les figures del cantó esquerre són els membres de la Santa Lliga, establerta, en paraules de Felip II, "per defensar el nom sagrat de Crist". Inclouen el Dux de Venècia Alvise Giovanni Mocenigo, Pius V i Felip II. El Greco va convertir l'escena en una visió èpica del judici de la humanitat i la promesa de la salvació. A la dreta la boca de l'Infern s'empassa algunes ànimes, mentre que altres ànimes són dirigides per un pont al Purgatori, on esperen l'entrada al Cel.

## Anàlisi de l'obra
Tota la part central, de color ataronjat, contrasta amb el cel blau-grisós. Els quatre grans àngels vesteixen, respectivament, de rosa, groc-verdós clar, gris-verdós, i vermell amb folres grocs, de dalt a baix i a la part superior dreta. Contrastant amb la negra vista de l'infern, la vista del Purgarori és groga, vermella i púrpura, d'una qualitat enlluernadora.
Don Juan d'Àustria porta una armadura de color groc viu, i un mantell a les espatlles vermell amb folre blau. El Dux Mocenigo porta una vestimenta de color groc clar i coll d'ermini. El papa porta una indumentària daurada con folre blau, mentre que Felip II vesteix totalment de negre. El militar amb els braços creuats, a l'esquerra del Dux, porta una túnica i un mantell blaus, que formen un hermós contrast amb la vestimenta del l'home del tors nu que hi darrera seu. En els detalls secundaris, hi ha detalls de brillant colorit.
La influència de l'escola veneciana de pintura és palpable en la sensació atmosfèrica i en les pinzellades que proveeixen llum i color a l'escena. D'altra banda, és inevitable el record de Miquel Àngel, sobretot a la composició dels personatges.